# Ioannis Kapodístrias

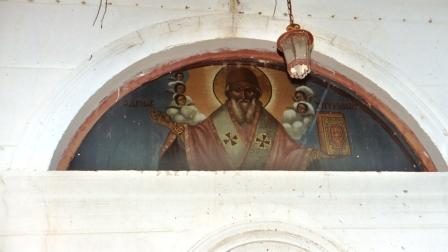
Imatge de Sant Spyridon, lloc on va ser assassinat Ioannis Kapodístrias.

Ioannis Kapodístrias (en grec: Ιωάννης Καποδίστριας) (Corfú, 11 de febrer de 1776 - Nàuplia, 9 d'octubre de 1831) va ser diplomàtic de l'Imperi Rus i després el primer cap d'Estat de la Grècia independent.

## Biografia
Ioannis Kapodístrias va néixer a Corfú, una de les Illes Jòniques, aleshores sota el domini de la República de Venècia. A la Universitat de Pàdua (Itàlia) va cursar estudis de medicina, filosofia i dret. Va ser sempre un pensador liberal i un veritable demòcrata, malgrat haver nascut al si d'una família noble. El seu títol va ser creat pel Duc de Savoia per a un dels seus avantpassats i és original de la ciutat de Caposdístria anomenada avui Koper i situada a Eslovènia. El Comte Kapodístrias va fundar el 1802 l'Associació Nacional Mèdica on va ser un actiu membre. Durant l'ocupació turca de Corfú tenia el càrrec de director de l'hospital militar.
El 1801 l'Imperi Rus i el Turc van reconèixer les set illes Jòniques com un Estat independent governat pels seus nobles, la República Septinsular (Επτάνησος Πολιτεία). Amb 25 anys Kapodístrias es va convertir en un dels dos ministres de la república, va escoltar atentament al seu poble i va començar una sèrie de reformes democràtiques a la «Constitució Bizantina» que la coalició russoturca els havia imposat. El 1803 el nou senat va escollir unànimement al Comte Gran Ministre i se'n va encarregar posant especial èmfasi a l'educació.
Després de la dissolució de la República Septinsular, el 1809 Kapodístrias es va posar al servei del tsar Alexandre I. La seva primera missió la va exercir al novembre de 1813 quan va visitar Suïssa per esbrinar la situació del país amb l'ocupació dels exèrcits de Napoleó Bonaparte. Durant el Congrés de Viena de 1815 va actuar com a ministre rus i va contenir les influències del ministre austríac Klemens Wenzel Lothar von Metternich. El Comte va tornar a les Illes Jòniques durant la dominació britànica i l'any 1818 i 1819 va viatjar a Londres a discutir la situació de la seva terra. Els anglesos van afirmar que aquesta zona no era un assumpte rus.
Al Congrés de Laibach l'emperador Alexandre va rebre la notícia de la invasió dels Principats danubians per part d'Aléxandros Ypsilantis, que anunciava l'esclat de la Guerra d'independència de Grècia, i des de Laibach, Kapodístrias va transmetre al líder grec el rebuig del tsar a la seva acció. La notícia de la revolució va ser rebuda amb consternació pels líders conservadors d'Europa, compromesos a mantenir el sistema establert al Congrés de Viena, però acollida amb entusiasme per molta gent comuna d'arreu d'Europa.
Després de l'execució del patriarca Gregori, l'emperador Alexandre I de Rússia va trencar les relacions diplomàtiques amb la Sublim Porta després que Kapodístrias enviés un ultimàtum exigint promeses als otomans de deixar d'executar sacerdots ortodoxos, que la Porta no va respondre. Metternich va persuadir Alexandre que Kapodistrias estava aliat amb els carbonaris italians i es mostrava cada cop més actiu en suport de la revolució grega, però sense aconseguir el suport d'Alexandre per a declarar la guerra als otomans, estava en una situació insostenible i el 1822 va prendre una excedència del càrrec de ministre d'Afers Exteriors i es va retirar a Ginebra on es va dedicar a donar suport a la revolució grega organitzant suport material i moral.
El 1827, l'Assemblea de Tretzena el va escollir president de Grècia. Va assumir el seu càrrec el 28 de gener de 1828. Com a president, Kapodístrias va tractar d'aconseguir el màxim territori per al nou Estat; el territori assignat comprenia menys d'un terç de la població grega de l'Imperi Otomà en esclatar la guerra. Va tractar de posar les bases d'una administració estatal. Kapodístrias tenia la convicció que el país no estava encara preparat per al seu autogovern, i va mantenir un govern d'estil autoritari que va menysprear les elits de la societat grega, guanyant-se enemics molt influents però va atreure el suport de diversos dels capitans, com Theódoros Kolokotronis i Yannis Makriyannis, que van proporcionar la força militar necessària per donar suport a les seves decisions.
El setembre de 1828 es va obrir la Conferència de Poros per discutir quines haurien de ser les fronteres de Grècia. El 21 de desembre de 1828, els ambaixadors de Gran Bretanya, Rússia i França reunits a Poros van preparar un protocol, que preveia la creació d'un estat autònom governat per un monarca, l'autoritat del qual hauria de ser confirmada per un firman de Mahmud II. La línia fronterera proposada anava des d'Arta fins a Volos i, malgrat els esforços de Kapodístrias, el nou estat inclouria només les illes de les Cíclades, les Esporades, Samos i potser Creta. La Sublim Porta, que havia rebutjat la crida a l'armistici el 1827 també va rebutjar les conclusions de la conferència, amb el sultà dient que mai concediria la independència de Grècia, i la guerra continuaria fins que reconquerís tota Grècia. A partir del Protocol de Poros, la Conferència de Londres va acordar un nou protocol el 22 de març de 1829, que va acceptar la majoria de les propostes dels ambaixadors però va dibuixar les fronteres més al sud que la proposta inicial i no va incloure Samos i Creta en el nou estat.
Va morir assassinat en 1831 per Geórgios Mavromikhalis, membre d'un poderós clan del Peloponès. Després de la seva mort, va ser nomenat governador grec el seu germà Augustinos Kapodístrias, que va exercir el càrrec durant sis mesos, en els quals el país va caure novament en una etapa anàrquica.

## Honors
La Universitat d'Atenes porta el nom oficial d'Universitat Nacional i Capodistriaca d'Atenes en el seu honor, igual que l'aeroport internacional de Corfú. El seu rostre apareix a la cara nacional de la moneda de 20 cèntims d'euro de Grècia, com ho va fer l'anvers del billet de 500 dracmes de 1983-2001.